# Sansomain
Sansomain (Santsomain en euskera) es un lugar y antiguo concejo de la Comunidad Foral de Navarra perteneciente al municipio de Leoz. Está situado en la Merindad de Olite. Su población en 2014 fue de 9 habitantes (INE).

## Historia
A mediados del siglo XII el lugar fue donado por García Ramírez al monasterio de Leyre; pero poco después (1150) la iglesia pasó a la Catedral de Pamplona; consta que en 1802, la previsión de la iglesia correspondía al arcediano de la catedral de Pamplona.
Hasta las reformas de 1835-1845, su término, con una extensión de 1.606 ha,  formó parte de la cendea de Pueyo, una de las cuatro cendeas en que se distribuía la Valdorba; sin embargo, cuando está se disgregó pasó a formar parte del distrito de Leoz.  
En 1934 la habitaban 33 vecinos y la parroquia estaba unida a la de Benegorri. En 1999 solo vivían allí 3 personas; y en el padrón del 1 de enero de 2024 constaban 8 vecinos.

## Topónimo
El sufijo final -ain que indica propiedad es frecuente en topónimos de Navarra, pero no se ha identificado el posible patronímico Sansoma.

## Patrimonio cultural
Iglesia de San Pedro, pequeño templo protogótivo construido en torno a 1200, dispone de una sola nave con bóveda de cañón apuntada, con cuatro tramos separados por arcos fajones, que finaliza en un ábside semicirculaas con bóveda de horno, En el lado de la epístola del ábside se abre un puerta que da paso a la sacristía de planta cuadrada y bóveda rebajada, construida en 1570
Palacio de cabo de armería, posible corresponde a una casa de primera mitad del siglo XVI, construida en sillarejo, en la que conserva una fachada con una ventana de arco conopial.